# Генерал-Колево (Варненская область)
Генерал-Колево (болг. Генерал Колево) — село в Болгарии. Находится в Варненской области, входит в общину Вылчи-Дол. Население составляет 305 человек.

## Политическая ситуация
В местном кметстве Генерал-Колево, в состав которого входит Генерал-Колево, должность кмета (старосты) исполняет Юркия Османова Юсеинова (Движение за права и свободы (ДПС)) по результатам выборов.
Кмет (мэр) общины Вылчи-Дол — Веселин Янчев Василев (независимый) по результатам выборов.